# HMS Curacoa (D41)
Pour les autres navires du même nom, voir HMS Curacoa.
Pour les articles homonymes, voir D41.
Le HMS Curacoa est un croiseur léger de classe C de la Royal Navy, nommé d'après l'île de Curaçao dans la mer des Caraïbes. Ayant été coulé après une collision avec le Queen Mary le 2 octobre 1942, il représente une des plus grosses pertes accidentelles de la Royal Navy pendant la Seconde Guerre mondiale, emportant avec lui 239 hommes,,,,.

## Première Guerre mondiale
À sa mise en service le 5 mai 1917, le HMS Curacoa devient le navire amiral de la 5e Escadre de croiseurs légers (une partie de la Force de Harwich). Il y sert pendant le reste de la Première Guerre mondiale.
En avril 1919, il rejoint la 1re escadre de croiseurs légers de la flotte de l'océan Atlantique quand celle-ci se crée.
En mai 1919, le Curacoa est déployé en mer Baltique dans le cadre de l'intervention britannique dans la guerre civile russe, soutenant les Russes blancs contre les Bolcheviks. Il relaie le HMS Caledon comme le fleuron du contre-amiral Walter Cowan. Le 17 mai, alors en route de Helsinki (capitale de la Finlande) à Liepaja (ville de Lettonie), il heurte une mine à 70 miles à l'est de Reval (aujourd'hui Tallinn). Un membre d'équipage est tué par l'explosion. Cowan, se lavant à ce moment, sort de son bain et court sur le pont vêtu seulement d'un manteau, pour s'occuper de l'incident. En dépit de dommages relativement mineurs, le contre-amiral force le navire à être renvoyé en Angleterre pour une réparation.
Le Curacoa termine son déploiement en mer Baltique comme vaisseau amiral opérationnel, avant de revenir au Royaume-Uni et d'être redéployé en mer Méditerranée, où il reste jusqu'en 1928. Plus tard, en 1935, il est l'un des quatre navires de la Royal Navy à l'affiche du film Brown on Resolution, dans lequel il joue un cuirassé allemand.

## Seconde Guerre mondiale
En 1939, quelques mois avant le déclenchement de la Seconde Guerre mondiale en Europe, il fut choisi pour devenir un croiseur antiaérien et subit une refonte au chantier naval de Chatham. Il sert ensuite dans la « Home Fleet » au cours de la Campagne de Norvège en 1940, jusqu'à ce que, le 24 avril, il subisse des bombardements aériens qui lui occasionnèrent de lourds dommages et firent trente morts. Revenu à Chatham pour les réparations, il reprend son service actif en août, servant avec le convoi de défense Nore Command. Pendant la « Warship Week » (semaine des bateaux de guerre) en mars 1942, il fut « adopté » (parrainé) par la communauté civile de Wolverhampton.

## Accident

### Déroulement
Le 2 octobre 1942, le HMS Curacoa part de Londonderry pour se rendre au nord de l'Irlande avec le paquebot Queen Mary, qui transportait 10 000 hommes de troupes de la 29e division d'infanterie des États-Unis. Il est sous le commandement du captain John Wilfrid Boutwood, un marin expérimenté et reconnu de vingt-cinq années de service. 
La vitesse du paquebot est de 28,5 nœuds (52,8 km/h), il effectue des mouvements en zigzag pour échapper aux attaques sous-marines. Le croiseur reste sur une trajectoire droite à une vitesse de pointe de 25 nœuds (46 km/h) et est finalement dépassé par le paquebot. 

Chaque capitaine ayant des interprétations différentes du règlement international pour prévenir les abordages en mer croit que son navire a le droit de passer. Le capitaine John Boutwood, du Curacoa, continue d'avancer en ligne droite pour optimiser sa capacité à défendre le paquebot contre les avions ennemis, tandis que le capitaine Charles Illingworth du Queen Mary poursuit sa trajectoire en zigzag, attendant que le croiseur d'escorte cède le passage. 
Nous pouvions voir notre escorte zigzaguant devant nous - c'était d'usage pour les navires et les croiseurs de zigzaguer pour semer les U-boat. Cette fois ci cependant le convoi était très, très près de nous.
J'ai dit à mon second: "Vous voyez qu'il zigzague dans tous les sens devant nous, je suis sûr que nous allons le percuter".
Et bien sûr, le Queen Mary a coupé le croiseur en deux comme un morceau de beurre, droit à travers le blindage de six pouces(15cm).
- Alfred Johnson, témoin oculaire, BBC: "HMS Curacao Tragedy"
À 13 h 32, alors qu'il zigzague, le Queen Mary s'approche trop du croiseur et l'officier de quart interrompt le virage pour éviter le HMS Curacoa. En entendant cette commande, Illington dit à son officier: "Continuez de zigzaguer, ces gars sont habitués à escorter, ils vous garderont hors de leur route et ne vous percuteront pas." 
À 14 h 4, le Queen Mary commence à tourner à tribord, il est à une encâblure (183 m) derrière son escorteur. Boutwood aperçoit le danger, mais la distance est trop courte pour qu'un des virages serrés alors ordonnés dévie suffisamment chaque navire étant donné leurs vitesses. Le Queen Mary frappe le Curacoa en son milieu à pleine vitesse, coupant le croiseur en deux. L'extrémité arrière coule presque immédiatement, mais le reste du navire reste à la surface pendant quelques minutes.

### Conséquences
La collision provoque la mort de 239 des 338 membres de l'équipage, dont 25 des 27 officiers. Le capitaine John W. Boutwood et l'officier commandant la lutte antiaérienne font partie des 99 survivants[réf. nécessaire].
En conclusion d'un procès après-guerre, les responsabilités furent attribuées pour 2/3 à l'Amirauté (au capitaine du Curacoa) et pour 1/3 à celui du Queen Mary.

## Épave
Les restes du HMS Curacoa reposent à 122 mètres de profondeur. 
La partie proue de 90 mètres est complètement retournée sur le fond marin. La partie arrière, qui est à 800 mètres de la première, est dans sa position normale et conserve son artillerie antiaérienne en position. Le gouvernail est coincé au milieu du navire dans l'axe du bateau[réf. nécessaire].